# Герберцдале (ПАР)
Герберцдале (англ. Herbertsdale) — населений пункт в районі Еден, Західна Капська провінція, ПАР.
| Прапор ПАР | Це незавершена стаття про Південно-Африканську Республіку. Ви можете допомогти проєкту, виправивши або дописавши її. |

34°01′ пд. ш. 21°46′ сх. д. / 34.017° пд. ш. 21.767° сх. д.